# Никольский храм (Наговье)
Церковь Николая Чудотворца, более известна как церковь Обретения — православный храм, расположенный в селе Наговье Торопецкого района Тверской области. В настоящее время находится в сильно разрушенном состоянии. Памятник архитектуры регионального значения.
Каменный храм в селе Наговье был построен в 1796 году на средства помещиц Феодосии Арбузовой, Евдокии и Любови Зеленых. Имел три престола: Главный во имя Николая Чудотворца, придельные во имя Нила Столобенского и во имя Тихвинской иконы Божией Матери.

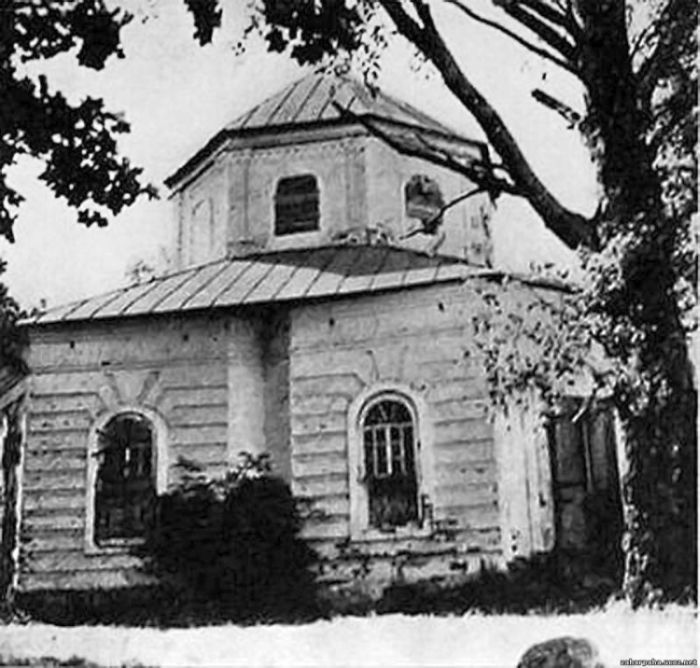
Храм в 1910 году.

На колокольне у храма висело 4 колокола, самый большой из них весил более 360 кг.
В 1876 году храм имел 1113 прихожанина (528 мужчин и 585 женщин), в 1879 году — 1144 прихожанина (547 мужчин и 597 женщин).
В 1876 году причт храма состоял из настоятеля и псаломщика.
В разные годы в храме служили священники Иоанн Гроздов, Иоанн Овчинников и Павел Пятницкий.
В советское время храм был сильно разрушен, к современному периоду сохранились только руины. Рядом с разрушенной церковью находится могила Boeнногo министра Pocсии, генерала Алексея Николаевича Куропаткина (1848—1925), чьё имение Шешурино (остатки котopoгo coхранились) находилось неподалёку от деревни Наговье.
Артур Адамович Галашевич в книге «Торопец и его окрестности» писал, что церковь не отличается пышной архитектурой и красивым убранством, назвав её «отголоском усадебных церквей центральной полосы России».